# سيغورد روشفلت
سيغورد روشفلت (بالبوكمول: Sigurd Rushfeldt) مواليد 11 ديسمبر 1972 في فادسو، النرويج، هو لاعب كرة قدم نرويجي دولي سابق كان يلعب كمهاجم. اعتزل اللعب عام 2011 مع نادي ترومسو. سبق له أن لعب في كأس العالم لكرة القدم مع منتخب بلاده. بدأ مسيرته الرياضية عام 1992 مع نادي ترومسو. لعب خلال مسيرته 485 مباراة سجل خلالها 246 هدفاً.

## المسيرة الاحترافية

### أندية لعب لها
- نادي روزنبورغ
- راسينغ سانتاندير
- أوستريا فيينا

## روابط خارجية
- سيغورد روشفلت على موقع IMDb (الإنجليزية)

- سيغورد روشفلت على موقع الاتحاد الدولي (مؤرشف)  (الإنجليزية)
- سيغورد روشفلت على موقع الاتحاد الأوربي (الإنجليزية)
- سيغورد روشفلت على موقع اتحاد النرويج (النرويجية)
- سيغورد روشفلت على موقع قاعدة بيانات كرة القدم.إي يو (الإنجليزية)
- سيغورد روشفلت على موقع ناشيونال فوتبول تيمز (الإنجليزية)
- سيغورد روشفلت على موقع Soccerway.com (الإنجليزية)